# 雄鹰社
雄鹰社指2005至2018年出现在中华人民共和国内蒙古自治区巴彦淖尔市、鄂尔多斯市的一伙暴徒。
雄鹰社还开设赌场，随意殴打他人、非法拘禁、强迫妇女卖淫等。